# Giona
Giona (græsk: Γκιώνα, også translittereret som Gkiona, [ˈɟona]) er et bjergområde i Fokis, i periferien Centralgrækenland. Det er en sydlig fortsættelse af Pindus-bjergene og ligger mellem bjergene i Parnassus mod øst, Vardousia mod vest og Iti mod nord. Det er det højeste bjerg syd for Olympus og det femtehøjeste i Grækenland. Pyramida er den højeste top på 2.510 moh. Andre toppe er Perdika (Πέρδικα, 2.484 moh.), Tragonoros (Τραγονόρος, 2.456 moh.), Platyvouna eller Plativouna (Πλατυβούνα, 2.316 moh.), Profitis Ilias (Προφήτης Ηλίας, 2.916 moh.) Βράϊλα, 2,177 moh.), Paliovouni (Παλιοβούνι, 2,122 moh.), Pyrgos (Πύργος, 2,066 moh.), Lyritsa (Λυρίτσα, 2,007 moh.), Botsikas (Μπότσικας, 1,945 moh.), K9, 1,945 moh.), Kok, 1,945 moh.), Kokon 1.842) og en anden Profitis Ilias (Προφήτης Ηλίας, 1.806 moh.). Området afvandes af floden Mornos mod vest.
Den nærmeste by er Amfissa mod sydøst. Mindre landsbyer i bjergene er Kaloskopi i nordøst, Stromi i nord, Lefkaditi i vest og Agia Efthymia mod sydøst.